# Sporek

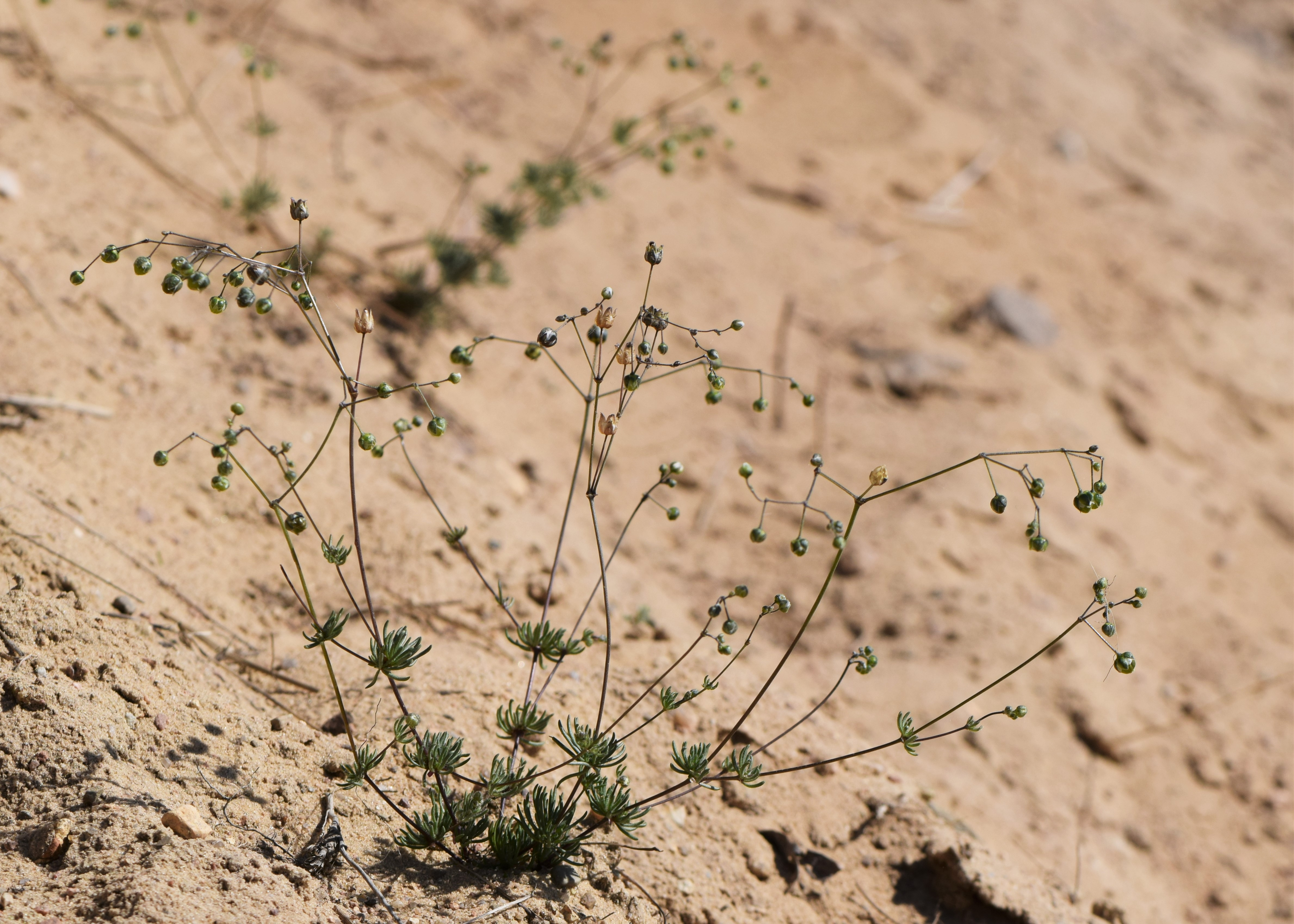
Sporek wiosenny w czasie owocowania

Sporek (Spergula L.) – rodzaj roślin jednorocznych z rodziny goździkowatych (Caryophyllaceae). Należy do niego 12 gatunków. Występują one w Europie, zachodniej i północnej Azji oraz w rejonie Himalajów, w północnej i równikowej Afryce, w południowej części Ameryki Południowej. Obszarem największego zróżnicowania jest rejon Morza Śródziemnego. Jako rośliny introdukowane sporki rosną na pozostałych obszarach obu kontynentów amerykańskich, w południowej Afryce, we wschodniej Azji. W Polsce rodzime są dwa gatunki – sporek pięciopręcikowy (S. pentandra) i wiosenny (S. morisonii) oraz jeden zadomowiony antropofit – sporek polny (S. arvensis).
Znaczenie użytkowe mają uprawne odmiany sporka polnego (S. arvensis) uprawiane (zwłaszcza dawniej) na paszę i jako nawóz zielony.

## Morfologia
PokrójRośliny jednoroczne i rzadko byliny o łodydze podnoszącej się lub pokładającej się. Pojedynczej lub rozgałęzionej, zwykle u nasady.
LiścieNaprzeciwległe, lecz wyglądają na okółkowe za sprawą wyrastających z węzłów krótkich bocznych odgałęzień pędu podobnych do liści. Liście równoległe lub nitkowate, jednożyłkowe, czasem sukulentowate.
KwiatyZebrane w luźnych, szczytowych wierzchotkach. U nasady szypułek kwiatowych drobne, łuskowate przysadki. Kwiaty 5-krotne, zwykle obupłciowe, czasem tylko słupkowe z powodu redukcji pręcików. Hypancjum dyskowate lub kubeczkowate. Działki kielicha okazałe, srebrzyste, eliptyczne do jajowatych o długości od 2,5 do 5 mm, na brzegu błoniaste. Płatki korony białe, całobrzegie. Pręcików 5 lub 10. Słupków 5, nitkowatych, z równowąskim, zbiegającym po szyjce słupka znamieniu. Zalążnia jednokomorowa z licznymi zalążkami.
OwoceJajowate torebki otwierające się 5 klapami. Szypuły podczas owocowania nierzadko zwieszone. Wewnątrz torebek 5–25 ciemnych, kulistawych lub soczewkowatych nasion otoczonych błoniastym skrzydełkiem.

## Systematyka
Pozycja systematyczna
Rodzaj zaliczany jest do plemienia Sperguleae w obrębie rodziny goździkowatych (Caryophyllaceae). Najbliżej spokrewniony jest z rodzajami: muchotrzew Spergularia i Rhodalsine. W niektórych ujęciach włączany jest w pojedynkę do plemienia Sperguleae lub plemię nie jest wyróżniane i wówczas rodzaj klasyfikowany jest do plemienia Polycarpeae.
Wykaz gatunków
- Spergula arvensis L. – sporek polny
- Spergula calva Pedersen
- Spergula cerviana (Cham. & Schltdl.) D.Dietr.
- Spergula grandis Pers.
- Spergula levis (Cambess.) D.Dietr.
- Spergula morisonii Boreau – sporek wiosenny
- Spergula pentandra L. – sporek pięciopręcikowy
- Spergula platensis (Cambess.) Shinners
- Spergula rosea Blatt.
- Spergula segetalis (L.) Vill.
- Spergula tangerina (P.Monnier) G.López
- Spergula viscosa Lag.